# Zhan (Mutter des Tao Kan)
Zhan (chinesisch 湛, Pinyin Zhàn) war die Mutter des chinesischen Jin-Generals Tao Kan. Sie gehört aufgrund ihrer strengen und zugleich aufopferungsvollen Erziehung des Sohnes zu den literarisch als Rollen-Vorbildern gewürdigten Frauen im alten China.

## Leben
Zhan war die Nebenfrau oder Konkubine des Wu-Generals Tao Dan, welcher aus der Stadt Yunyang im heutigen Hubei stammte. Umstritten ist unter Historikern sowohl ihr Status als Konkubine, wie auch die Möglichkeit, dass Zhan und damit ihr Sohn zu der Minderheit der Xi gehört haben könnten. Lediglich ihr Familienname Zhan ist bekannt, nicht jedoch ihr Vorname.
Mit Tao Dan lebte Zhan in der Stadt Xingan und hatte den Sohn Tao Kan. Nach dem Tod Tao Dans in unsicheren Verhältnissen als Weberin lebend, zog sie ihren Sohn prinzipientreu auf und verhalf ihm durch ihr Engagement zu seiner ersten Anstellung bei Hofe. Es ist auch bekannt, dass sie Tao Kan streng zu einem höchst kontrollierten Umgang mit Alkohol aufforderte.
Mehrere Anekdoten sind überliefert, aufgrund derer Zhan zu einem Musterbeispiel von mütterlicher Opferbereitschaft, Gastfreundschaft, Gesetzestreue und Genügsamkeit stilisiert worden ist:
- Als der Gelehrte Fan Kui eines Winters in der Stadt weilte, lud sie ihn in ihr bescheidenes Haus ein, damit dieser ihrem Sohn eine Empfehlung für ein Amt in der Hauptstadt geben könne. Da die Familie nichts für die Bewirtung hatte, schnitt sich Zhan ihre Haare ab und verkaufte sie an einen Händler, um genug Nahrung für das Mahl mit Fan Kui und dessen Dienern kaufen zu können. Sie riss die Strohmatratzen auf, um Heu für die Pferde der Gäste zu haben, und wies Tuo Kan an, aus dem hölzernen Baumaterial der Unterkunft (oder eines Anbaus) Feuerholz zu machen. Tatsächlich war Fan Kui von der Gastfreundschaft wie auch den Konversationsfähigkeiten Tao Kans beeindruckt und gab die gewünschte Empfehlung.[2][3]
- Als Tao Kan Verwalter eines Fischwehrs war, sandte er ihr einen Topf gesalzenen Fischs. Dieses Geschenk wies die Mutter mit der Begründung zurück, es handle sich um veruntreutes Staatseigentum. Tao habe ihr dadurch keineswegs Freude, sondern Kummer bereitet. Dieselbe Geschichte wird jedoch auch der Mutter von Mengzi zugeschrieben, welche ihr Kind ebenfalls allein erzog.[2][3]

Diese strenge Erziehung passt zu den überlieferten Charaktereigenschaften Tao Kans, der unter anderem als prinzipientreu, kontrolliert und unbestechlich geschildert wurde. Zhans Ururenkel Tao Yuanming pries die Qualitäten seiner Urahnin, die in zahlreichen weiteren literarischen Werken verewigt wurde.